# Will Wright (Schauspieler)
Will Wright (* 26. März 1894 in San Francisco, Kalifornien als William Henry Wright; † 19. Juni 1962 in Hollywood, Kalifornien) war ein US-amerikanischer Charakterdarsteller. Zwischen 1934 und 1962 absolvierte er insgesamt rund 225 Film- und Fernsehauftritte.

## Leben und Karriere
Nachdem Will Wright zunächst als Zeitungsreporter gearbeitet hatte, begann er seine Schauspielkarriere bei den Vaudeville-Bühnen, später beim Theater sowie im Radio. 1934 machte er sein Leinwanddebüt im Kurzfilm Pure Feud, jedoch blieb er zunächst beim Theater. Ab 1940 war er regelmäßig als Nebendarsteller in Hollywood-Filmen zu sehen, seine besondere Spezialität waren griesgrämige und kauzige Figuren, die meist deutlich älter wirkten als er selbst zu dieser Zeit war. 
Besonders häufig trat Wright in Western in Erscheinung, unter anderem in Fluß ohne Wiederkehr (1954), Drei Rivalen (1955), Duell im Morgengrauen (1958) und Ein Schuß und 50 Tote (1959). In Walt Disneys Zeichentrick-Filmklassiker Bambi aus dem Jahr 1942 lieh er der Eule seine Stimme. Als eine seiner besten Rollen gilt die des Hoteldetektivs im Film noir Die blaue Dahlie (1946), der sich am Ende des Filmes als Mörder herausstellt. Ab den 1950er-Jahren trat Wright als Darsteller in Fernsehserien wie I Love Lucy, Bonanza, Vater ist der Beste, Maverick und Bat Masterson auf. Eine seiner letzten Rollen hatte er in seinem Todesjahr in Ein Köder für die Bestie (1962) an der Seite von Gregory Peck und Robert Mitchum. 
Will Wright starb im Alter von 68 Jahren an einer Krebserkrankung im Cedars-Sinai Medical Center in Los Angeles. Er hinterließ seine Frau Nell, mit der er seit 1920 verheiratet war und ein Kind hatte.

## Filmografie (Auswahl)
- 1934: Pure Feud (Kurzfilm)
- 1940: Blondie Plays Cupid
- 1941: Blüten im Staub (Blossoms in the Dust)
- 1941: Ein toller Bursche (Honky Tonk)
- 1941: Der Schatten des dünnen Mannes (Shadow of the Thin Man)
- 1942: Saboteure (Saboteur)
- 1942: Sechs Schicksale (Tales of Manhattan)
- 1942: Bambi (Sprechrolle)
- 1942: Der Major und das Mädchen (The Major and the Minor)
- 1942: Tennessee Johnson
- 1943: Mutige Frauen (So Proudly We Hail!)
- 1943: Die Hölle von Oklahoma (In Old Oklahoma)
- 1944: Wilson
- 1944: Sturzflug ins Glück (Practically Yours)
- 1945: Rhapsodie in Blau (Rhapsody in Blue)
- 1945: Onkel Harrys seltsame Affäre (The Strange Affair of Uncle Harry)
- 1945: Jahrmarkt der Liebe (State Fair)
- 1945: Der Weg nach Utopia (Road to Utopia)
- 1945: Straße der Versuchung (Scarlet Street)
- 1946: Die blaue Dahlie (The Blue Dahlia)
- 1946: Blau ist der Himmel (Blue Skies)
- 1946: Der Jazzsänger (The Jolson Story)
- 1947: California
- 1947: Die lange Nacht (The Long Night)
- 1947: Cynthia
- 1947: Es begann in Schneiders Opernhaus (Mother Wore Tights)
- 1947: Rauhe Ernte (Wild Harvest)
- 1948: Blut und Gold (Relentless)
- 1948: Nur meiner Frau zuliebe (Mr. Blandings Builds His Dream House)
- 1948: Green Grass of Wyoming
- 1948: Das ist also New York (So This Is New York)
- 1948: The Walls of Jericho
- 1948: Sie leben bei Nacht (They Live by Night)
- 1948: Der Todesverächter (Whispering Smith)
- 1948: Akt der Gewalt (Act of Violence)
- 1949: Kleine tapfere Jo (Little Women)
- 1949: Der Berg des Schreckens (Lust for Gold)
- 1949: Mit Pech und Schwefel (Brimstone)
- 1949: Der Mann, der herrschen wollte (All the King’s Men)
- 1949: Ehekrieg (Adam’s Rib)
- 1950: Das Todeshaus am Fluß (House by the River)
- 1950: A Ticket to Tomahawk
- 1950: Terror über Colorado (The Savage Horde)
- 1950: Der Haß ist blind (No Way Out)
- 1950: Glücksspiel des Lebens (Walk Softly, Stranger)
- 1950: Todfeindschaft (Dallas)
- 1951: Tal der Rache (Vengeance Valley)
- 1951: The Living Christ Series (Miniserie, 4 Folgen)
- 1951: Gib Gas, Joe! (Excuse My Dust)
- 1951: Verschwörung im Nachtexpreß (The Tall Target)
- 1951: People Will Talk
- 1952: Paula (Paula)
- 1952: Die Spielhölle von Las Vegas (The Las Vegas Story)
- 1952: Schwarze Trommeln (Lydia Bailey)
- 1952: Lockruf der Wildnis (Lure of the Wilderness)
- 1952: Fünf Perlen (O. Henry’s Full House)
- 1952: Mein Sohn entdeckt die Liebe (The Happy Time)
- 1952/1955: I Love Lucy (Fernsehserie, 2 Folgen)
- 1953: Niagara
- 1953: Der letzte Suchtrupp (The Last Posse)
- 1953: Der Wilde (The Wild One)
- 1954: Fluß ohne Wiederkehr (River of No Return)
- 1954: Johnny Guitar – Wenn Frauen hassen (Johnny Guitar)
- 1954: Unter zwei Flaggen (The Raid)
- 1955: … und nicht als ein Fremder (Not as a Stranger)
- 1955: Der Mann aus Kentucky (The Kentuckian)
- 1955: Drei Rivalen (The Tall Men)
- 1955: Der Mann mit dem goldenen Arm (The Man with the Golden Arm)
- 1955: Verdammt zum Schweigen (The Court-Martial of Billy Mitchell)
- 1955/1956: The Lone Ranger (Fernsehserie, 2 Folgen)
- 1955/1958: Fury (Fernsehserie, 2 Folgen)
- 1955–1960: The Adventures of Ozzie & Harriet (Fernsehserie, 6 Folgen)
- 1956: Lassie (Fernsehserie, Folge 2x20)
- 1956: Das Herz eines Millionärs (These Wilder Years)
- 1956: Vater ist der Beste (Father Knows Best, Fernsehserie, Folge 3x02)
- 1957: Cheyenne (Fernsehserie, Folge 2x19)
- 1957: Wo alle Straßen enden (The Wayward Bus)
- 1957: Ein Herzschlag bis zur Ewigkeit (Jeanne Eagels)
- 1957: Corky und der Zirkus (Circus Boy, Fernsehserie, Folge 2x05)
- 1957: Abenteuer im wilden Westen (Zane Grey Theater, Fernsehserie, Folge 2x09)
- 1957–1958: Sugarfoot (Fernsehserie, 3 Folgen)
- 1958: Erwachsen müßte man sein (Leave It to Beaver, Fernsehserie, Folge 1x18)
- 1958: Die Kanaille von Kansas (Quantrill’s Raiders)
- 1958: Duell im Morgengrauen (Gunman’s Walk)
- 1958: Der Babysitter (Rock-A-Bye Baby)
- 1958/1961: The Real McCoys (Fernsehserie, 2 Folgen)
- 1958–1962: Maverick (Fernsehserie, 6 Folgen)
- 1959: Bronco (Fernsehserie, Folge 1x11)
- 1959: Ein Schuß und 50 Tote (Alias Jesse James)
- 1959–1961: Dennis, Geschichten eines Lausbuben (Dennis the Menace, Serie, 4 Folgen)
- 1959/1961: Tausend Meilen Staub (Rawhide, Fernsehserie, 2 Folgen)
- 1959–1961: Perry Mason (Fernsehserie, 3 Folgen)
- 1960: Wer den Wind sät (Inherit the Wind)
- 1960–1962: The Andy Griffith Show (Fernsehserie, 3 Folgen)
- 1960–1962: Bonanza (Fernsehserie, 3 Folgen)
- 1961: 77 Sunset Strip (Fernsehserie, Folge 3x20)
- 1961: Mutter ist die Allerbeste (Donna Reed, Fernsehserie, Folge 3x25)
- 1961: Gefährten des Todes (The Deadly Companions)
- 1961: Mr. Ed (Mister Ed, Fernsehserie, Folge 1x25)
- 1961: The Dick Van Dyke Show (Fernsehserie, Folge 1x12)
- 1961–1962: Am Fuß der blauen Berge (Laramie, Fernsehserie, 3 Folgen)
- 1962: Outlaws (Fernsehserie, Folge 2x16)
- 1962: Ein Köder für die Bestie (Cape Fear)